# 武田勝信
武田 勝信（たけだ かつのぶ）は、江戸時代前期の米沢藩士。米沢武田家2代当主。武田信安 、長尾景貞は孫にあたる。

## 生涯
慶長12年（1607年）8月4日、米沢藩士・米沢武田家初代である武田信清の嫡子として米沢で生まれる。
寛永4年（1627年）、本庄長房の娘を正室に迎える。同19年（1642年）、父・信清の病死により家督を相続する。禄高1000石。藩主・上杉定勝の偏諱を受けて勝信と名乗る。慶安元年（1648年）、藩主・綱勝の命で通称を大隈と改める。寛文3年（1663年）、上杉家の減封により禄高500石。延宝2年（1674年）、上杉綱憲の命で通称を大蔵と改める。延宝8年9月6日没。享年74。
嫡男の信次は夭折したため、妹の嫁ぎ先本庄重長の三男・信秀を婿養子に迎えた。